# Brubaker
Brubaker és una pel·lícula estatunidenca dirigida per Stuart Rosenberg, estrenada el 1980. S'ha doblat al català.

## Argument
Erigida al començament del segle xx, la presó de Wakefield alberga més de tres-cents presoners. Al llarg dels anys, les condicions de detenció s'han degradat. Els locals insalubres són lloc de mil tràfics i d'una corrupció generalitzada fins al més alt nivell.
La situació és tal que el director acaba sent destituït. En el moment de la neteja de les cel·les del "calabós" (barri disciplinari) per Brubaker i Bullen, aquest últim és pres com a ostatge. El seu atacant demana veure el director a la penitencieria, per tal de desbloquejar la situació. Brubaker es presenta: és el nou director, vingut d'incògnit per investigar la realitat de l'establiment...
Des de la seva entrada en funcions, intenta posar un final a les deficiències que ha pogut comprovar mentre era un presoner com els altres...

## Repartiment
- Robert Redford: Henry Brubaker
- Yaphet Kotto: Dickie Coombes
- Jane Alexander: Lilian Gray
- Murray Hamilton: John Deach
- David Keith: Larry Lee Bullen
- Morgan Freeman: Walter
- Matt Clark: Purcell
- Tim McIntire: Huey Rauch
- Richard Ward: Abraham Cooke
- Jon Van Ness: Zaranska
- M. Emmet Walsh: C. P. Woodward
- Albert Salmi: Rory Poke
- Linda Haynes: Carol
- Everett McGill: Caldwell
- Val Avery: Wendell
- Ronald C. Frazier: Willets
- David D. Harris: Duane Spivey
- Joe Spinell: Birdwdell
- James Keane: Pinky
- Konrad Sheeham: Gleen Eldwood
- Roy Poole: Dr. Gregory
- Nathan George: Leon Edwards
- Don Blakely: Jerome Boyd
- Lee Richardson: Renfro
- John C. Martin: Senador Hite
- Alex A. Brown: Fenway Park
- John Chappell: Capità Cleaves
- Harry Groener: Dr. Campbell
- Noble Willingham: Dr. Fenster
- Wilford Brimley: Rogers
- Jane Cecil: Bea Williams
- Ebbe Roe Smith: Pavitch
- Young Hwa Han: Leonard
- Vic Polizos: Billy Bailock
- J. C. Quinn: el primer barber
- Jerry Mayer: el segon barber
- Ivy Feathersone: Peterson
- Kent Broadhurst: Whitley
- Hazen Gifford: Partridge
- Elane Rower Richardson: Ackroyd
- John R. Glover
- Bill McNulty: Richard

## Nominacions
- Oscar al millor guió original per W.D. Richter i Arthur A. Ross